# Hymenoptychis tipuliformis
Hymenoptychis tipuliformis är en fjärilsart som beskrevs av Francis Walker 1863.
Hymenoptychis tipuliformis ingår i släktet Hymenoptychis och familjen Crambidae. Inga underarter finns listade i Catalogue of Life.